# Raketoplan Enterprise
Raketoplan Enterprise (angleško Smelost) je bil prvi Nasin raketoplan z uradno oznako OV-101. Zgrajen je bil brez uporabnega toplotnega ščita in se zato ne bi mogel vrniti z odprave v vesolju. Na začetku je bilo načrtovano, da bo Enterprise drugi uporabni raketoplan, za Columbio. Vendar pa se je kasneje pokazalo, da je ceneje preskusni model STA-099 predelati v raketoplan Challenger. Enterprise naj bi kasneje zamenjal Challengerja, vendar so iz nadomestnih delov sestavili raketoplan Endeavour.
Čeprav so raketoplan najprej nameravali poimenovati Constitution, so zaradi kampanje oboževalcev izbrali ime Enterprise po vesoljski ladji iz nanizanke Zvezdne steze.

## Video posnetki
- Vzlet raketoplana Enterprise na hrbtu Boeinga 747 (o datoteki)
  - 
Posnetek njunega vzleta iz letalske baze Edwards. 1977.  (2.87 MB, format ogg/Theora).
- Ločitev raketoplana Enterprise od nosilnega letala (o datoteki)
  - 
Videoizrezek se začne s posnetkom Enterprise iz zraka, ko se ločuje od svojega nosilnega plovila; nato sledi širok posnetek obeh plovil s tal, ko letita skoraj v formaciji. 1977. (0.77 MB, format ogg/Theora).
- Pristanek raketoplana Enterprise (o datoteki)
  - 
Videoizrezek je montaža približevanja in pristanka Enterprise na suhem jezeru Rogers. 1977.  (3.43 MB, format ogg/Theora).
- Imate težave s predvajanjem? Na razpolago je pomoč za predstavnostno gradivo.